# John Constable
John Constable, född 11 juni 1776 i East Bergholt i Suffolk i Storbritannien, död 31 mars 1837 i Hampstead i London, var en brittisk landskapsmålare.

## Biografi
John Constable var son till Golding Constable, en välbärgad mjölnare och ägare till Flatford Mill i East Bergholt. Han kom 1795 till London där han bland annat studerade för John Thomas Smith. Från 1799 var han inskriven som studerande på Royal Academy of Arts. 
År 1806 reste Constable i två månader i Lake District, en resa som gjorde ett bestående intryck på honom och befäste hans vurm för landskapsmåleri. Allra mest avmålade han dock sin barndomsbygd i Suffolk, bland annat The Vale of Dedham (1802 och 1828). För sin försörjning målade han även porträtt, liksom välbärgade personers lantegendomar, till exempel Wivenhoe Park, Essex (1816).  År 1811 besökte han för första gången sin vän, biskop John Fisher, i Salisbury. Under åren målade han ortens katedral vid ett flertal tillfällen, bland annat Katedralen i Salisbury sedd från biskopens trädgård (1823).

### Privat
Constable inledde 1809 en kärleksrelation med barndomsvännen Maria Bicknell. Relationen var inte uppskattad av hennes familj, därför tvingades paret flytta till London 1816 där de vigdes av biskop John Fischer utan medgivande från hennes familj. Maria avled 1828 i tuberkulos och lämnade maken med sju barn.

## Constable som konstnär
Constables konst var till en början starkt påverkad av de gamla holländska landskapsmålarna såsom Jacob van Ruisdael. Han var även inspirerad av Thomas Gainsborough som liksom Constable kom från Suffolk. Med tiden utvecklade Constable dock sin egen stil. Constable baserade sina målningar på skisser som han utförde i det fria, som av många anses vara av lika stort konstnärligt värde som hans färdiga ateljémålningar. Constable bröt med det tidigare idealiserande och heroiserande landskapsmåleriet och var den förste som i ett landskap krävde noggrann verklighetsavbildning med aktgivande på ljusets och vädrets alla tillfälliga effekter. 
Tillsammans med bland andra William Turner utvecklade Constable ett landskapsmåleri som kom att påverka konstnärer i hela Europa. De påverkade framför allt Barbizonskolan och senare även impressionisterna.
Under Constables livstid vann hans konst föga uppskattning. Tidigast uppskattades han i Frankrike, där han redan 1824 tilldelades en guldmedalj för Höskrindan på Parissalongen. Hans målningar finns på flera av de större europeiska museerna. Några av hans främsta verk, Sädesfältet, Höskrindan och Bondgården, finns på National Gallery i London. En stor del av hans skisser finns bevarade på Victoria and Albert Museum.

## Konstverk (urval)
- Wivenhoe Park, Essex (1816), National Gallery of Art
- Höskrindan (1821), National Gallery
- Katedralen i Salisbury sedd från biskopens trädgård (1823), Victoria and Albert Museum
- Sädesfältet (1826), National Gallery
- The Vale of Dedham (1828), Scottish National Gallery

## Utmärkelser
Asteroiden 8237 Constable är uppkallad efter honom.

## Galleri

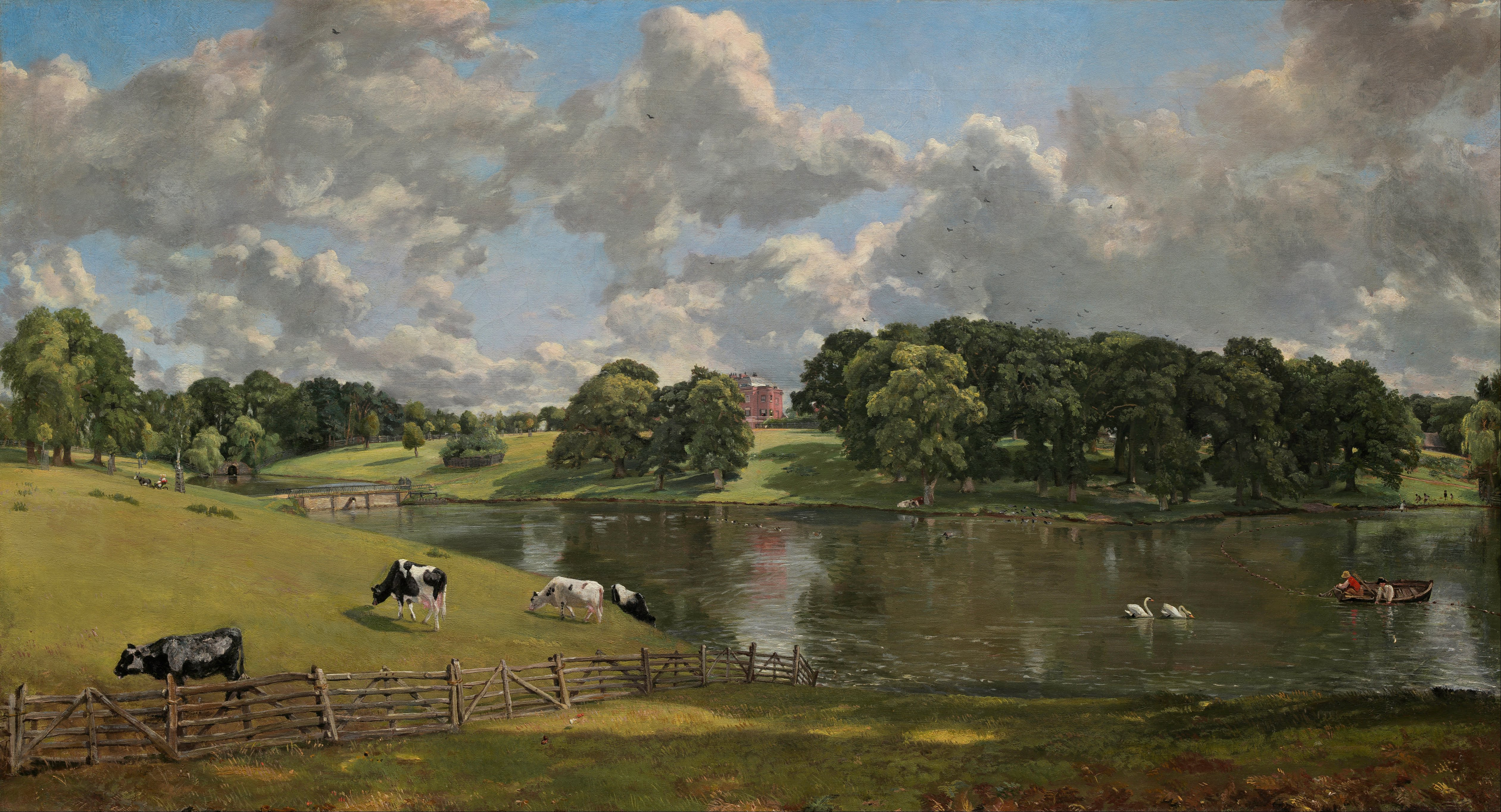
Wivenhoe Park, Essex (1816)
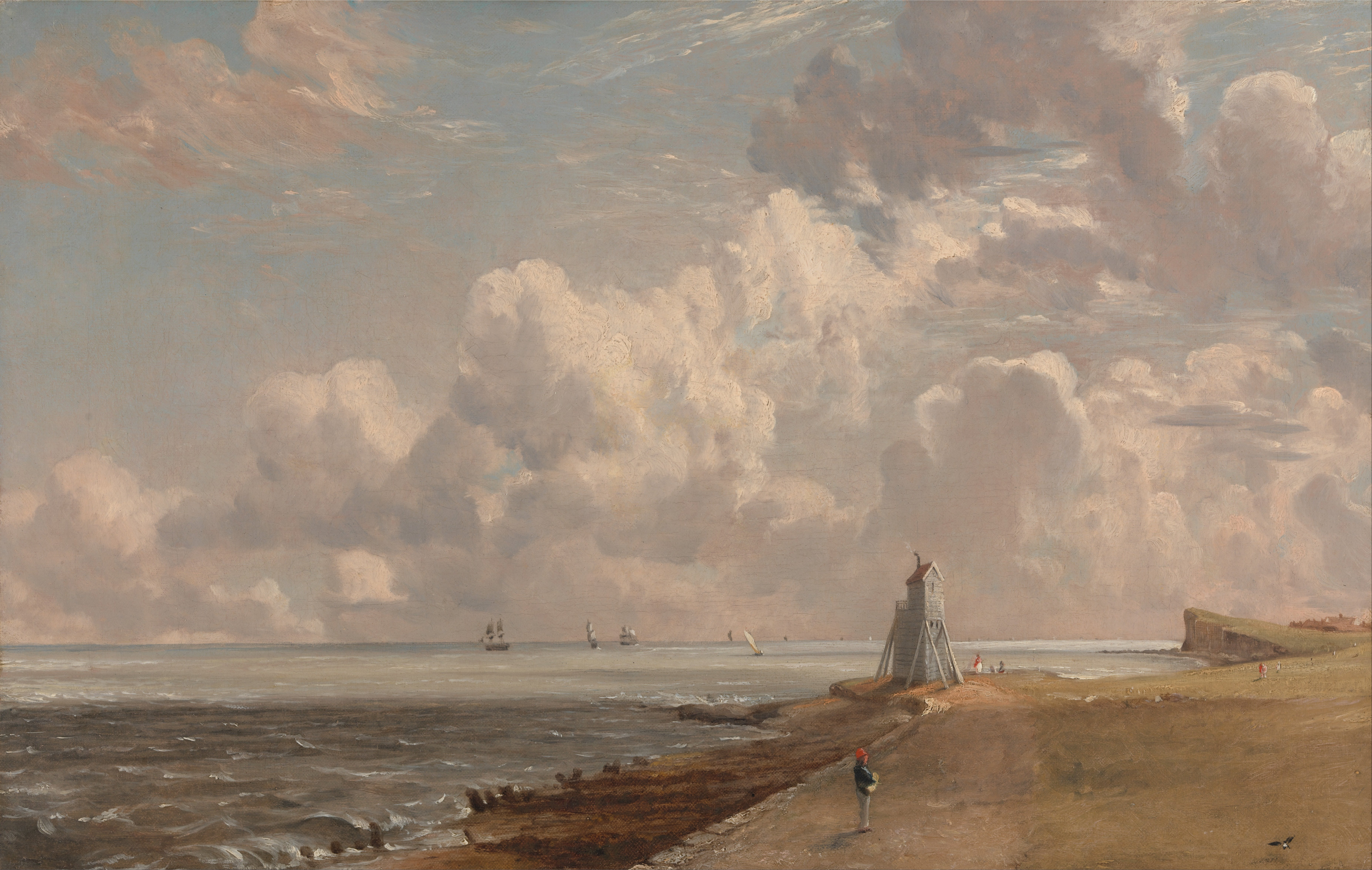
Harwich: The Low Lighthouse and Beacon Hill (c:a 1820)
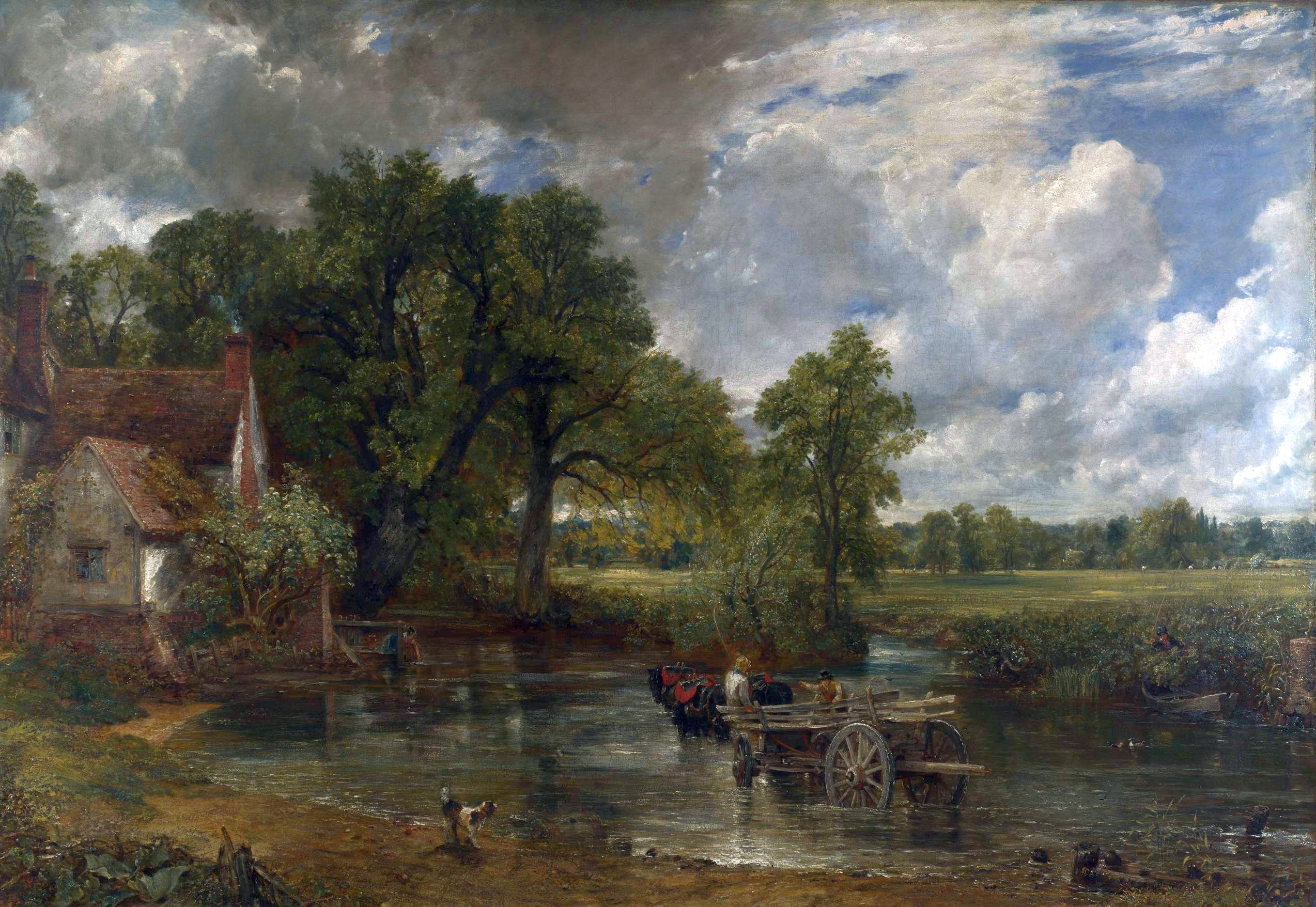
The Hay Wain (1821)
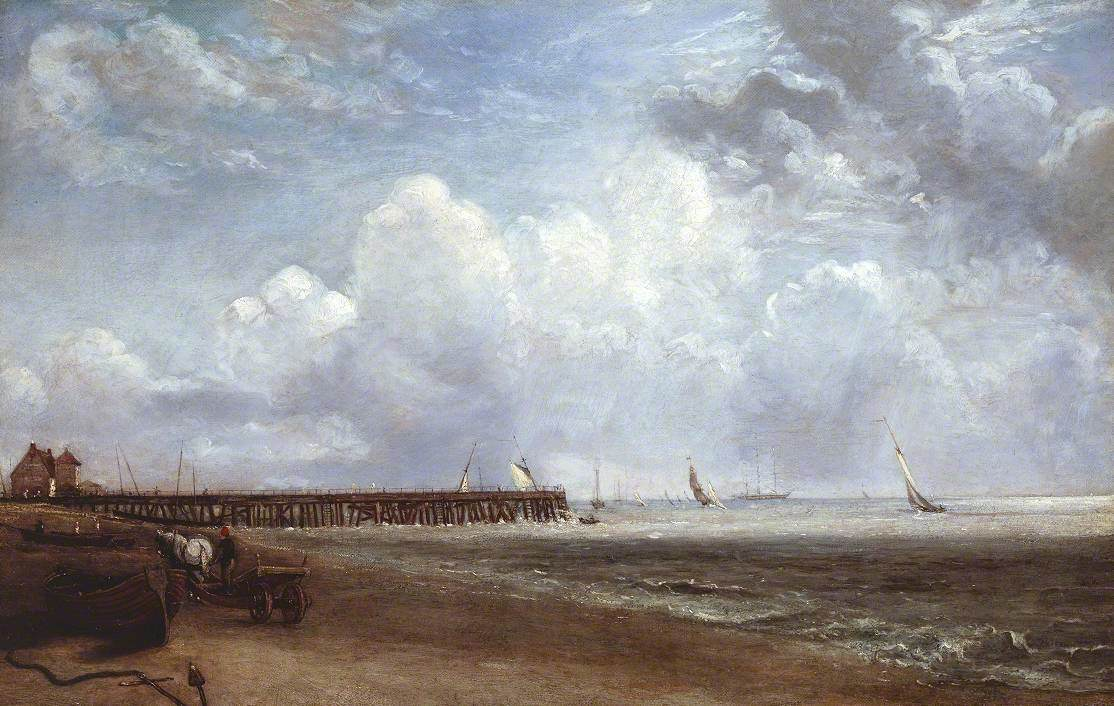
Yarmouth Jetty (1824)
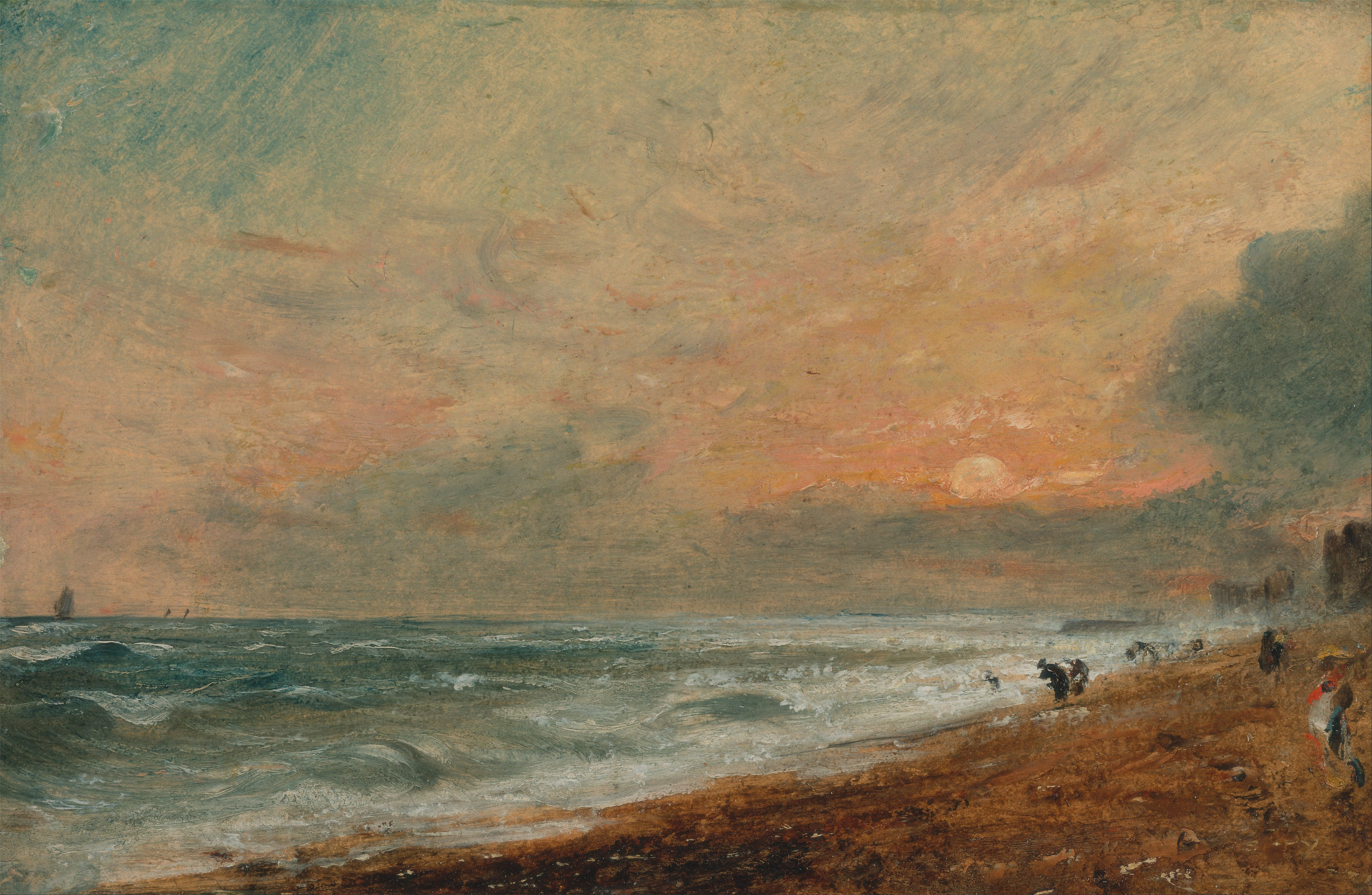
Hove Beach (från 1824 till 1828)
Seascape Study with Rain Cloud (1827)
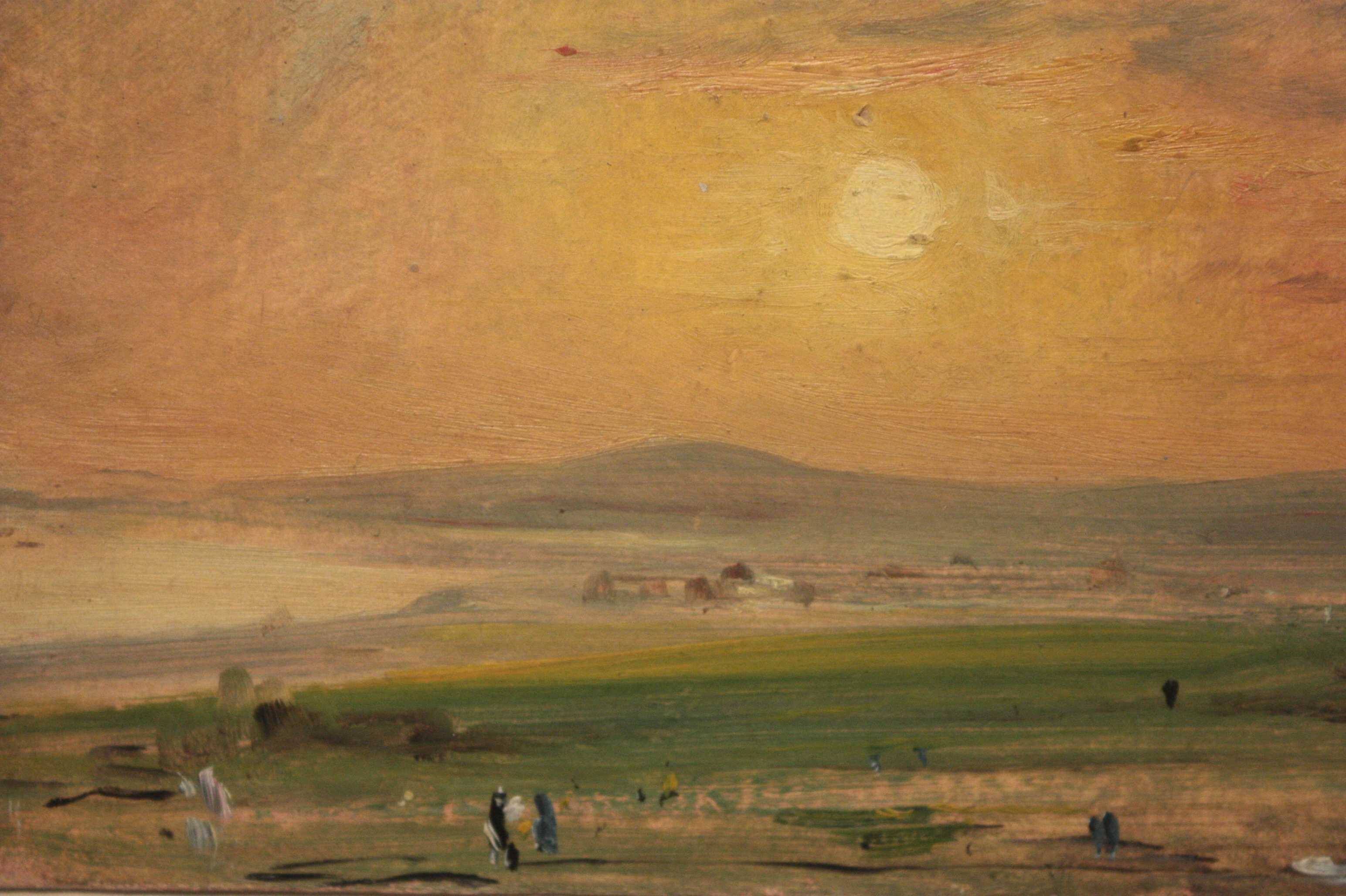
Shoreham Bay, May 1828
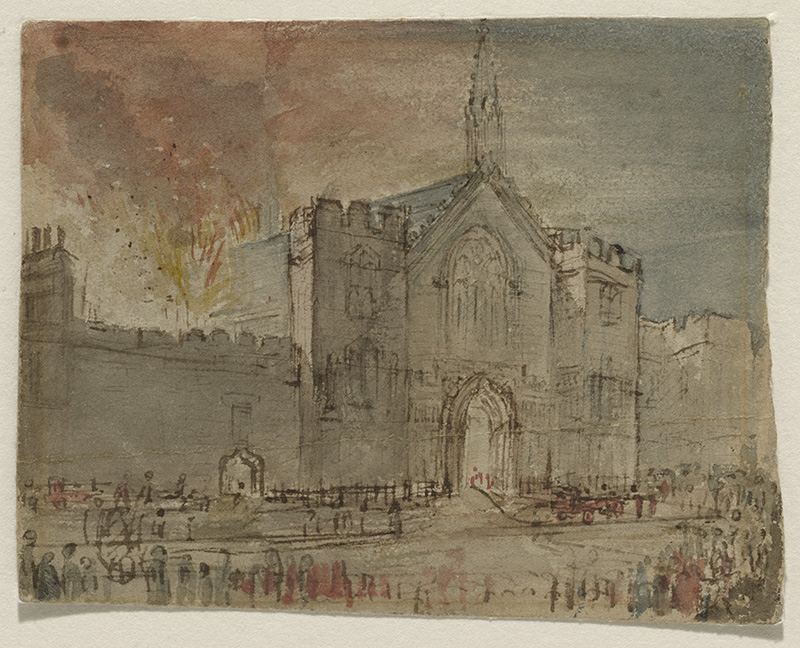
Fire Sketch (drawn on 16 October 1834, while the Old Palace of Westminster burned)
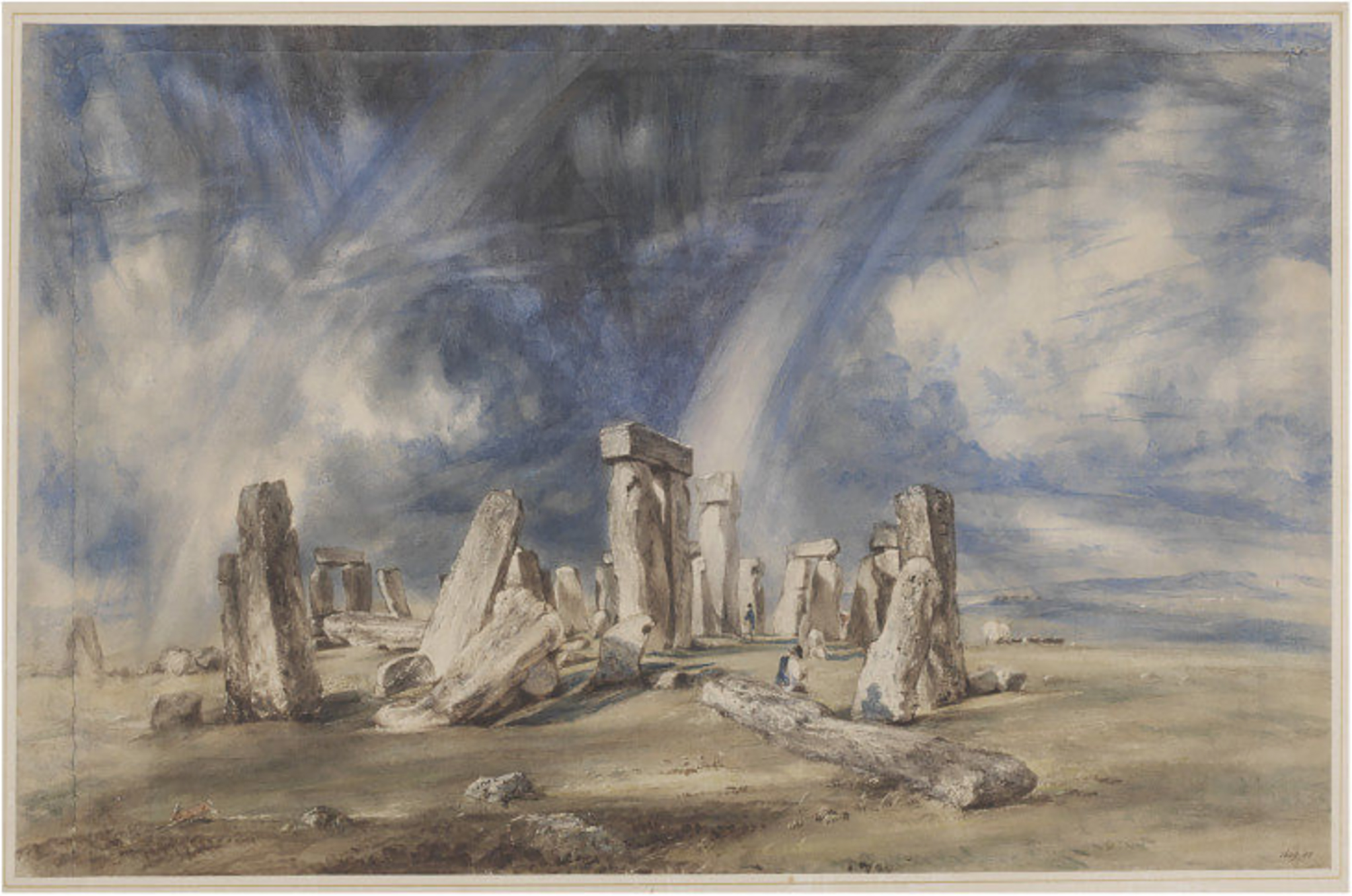
Stonehenge (1835)
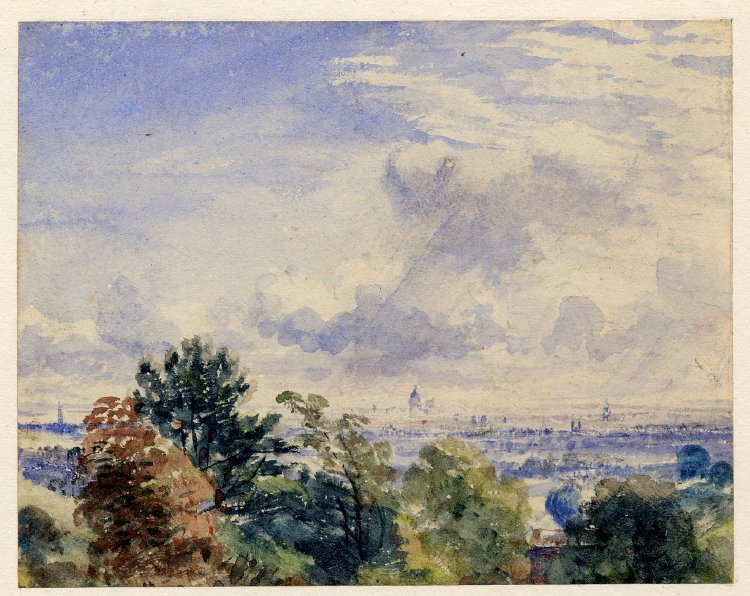
London from Hampstead Heath (u. å.)
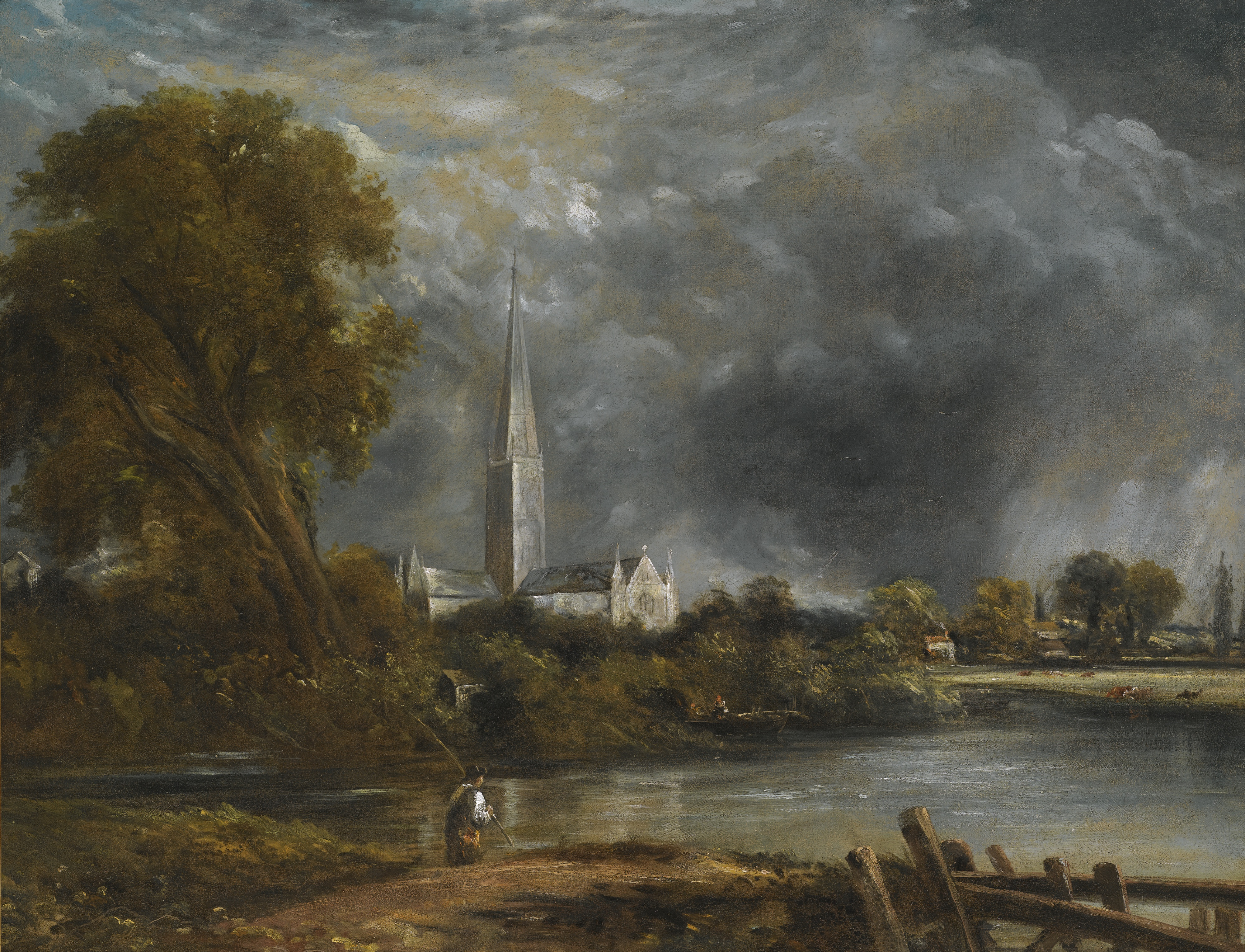
Salisbury Cathedral from the meadows (u. å.)